# Ягус (мифология)
Ягу́с (араб. يغوث‎) — имя одного из божеств, древнеарабской мифологии. Упоминается в коранической суре Нух: «И они замыслили великий заговор и сказали: „Не отрекайтесь от ваших богов: Вадда, Сувы, Йагуса, Йаука и Насра“». По мнению некоторых комментаторов Корана был обожествлённым древним героем.
В древнеарабской мифологии Ягус был богом-предком, дарующим дождь. Он был покровителем северойеменского племенного объединения мазхидж. Его идол некогда располагался на холме Мазхидж, по которому якобы получил своё название этот племенной союз. За обладание этим идолом ожесточенно воевали различные племена этого союза (например, мурад и мазхидж). Последняя битва, при ар-Разме, произошла в тот же год, что битва при Бадре (623 г.).
Божество со сходным именем было известно и на севере Аравии, однако его святилище был именно на юге. В домусульманское время идол хранился то в Наджране, то в Джураше. Поздние сообщения о том, что Ягуса изображали в виде льва, ничем не подтверждается.